# Stadion am Gesundbrunnen
El Stadion am Gesundbrunnen fue un estadio multiusos ubicado en la localidad de Gesundbrunnen en Berlín y fue la sede del Hertha BSC hasta 1963.

## Historia
Fue inaugurado en 1924 como la sede del Hertha BSC con capacidad para 35 239 espectadores. Fue una de las sedes de fútbol en los Juegos Olímpicos de Berlín 1936 y hasta 1963 fue la sede del Hertha BSC cuando en ese año pasó a jugar en el Estadio Olímpico de Berlín al ser equipo de la Bundesliga de Alemania.
El estadio siguió perteneciendo al Hertha BSC hasta 1974 cuando tuvo que venderlo luego de declararse en bancarrota.